# ケイコ・ボルジェソン
ケイコ・ボルジェソン（keiko borjeson、1947年 - ）は東京出身、スウェーデン在住のジャズピアニスト、ヴォーカリスト。夫はバイオリニストのホーカン・ボルジェソン。

## 略歴
1947年、東京、麻布生まれ。東洋英和女学院、桐朋学園大学ピアノ科卒業。安川加寿子に師事。1973年、室内音楽を学ぶため、イタリアへ留学。1976年、アメリカのハリーフィールド・ミュージックスクールにおいてポピュラージャズ、ボーカルを専攻。1984年、中国遼寧大学客員教授、中国瀋陽音楽院大学客員教授。
1989年、「モントレー・ジャズフェスティバル」出場。1990年、ホワイトハウスより招待（アメリカン・ヘリテイジ・デー）を受ける。1991年と1992年には、東京サントリーホール公演を行う。1997年、10ヶ国コンサート（アメリカ、ラトビア、イタリア、ドイツ、フィンランド、イギリス、日本、エジプト、ロシア）を敢行。
2007年、活動名義をケイコ・マクナマラからケイコ・ボルジェソンに変更し、アルバム「A LA EBISU」「Not Alone」をリリースする。

## 受賞歴
- 2003年、「北極星メダル」（スウェーデン）受賞[1]。
- 2008年、「ジャズジャケット大賞」「ジャズオーディオ大賞」受賞[2]

## ディスコグラフィ
- 『À LA EBISU』XQDN-1002
- 『NOT ALONE』XQDN-1001